# Olieveld

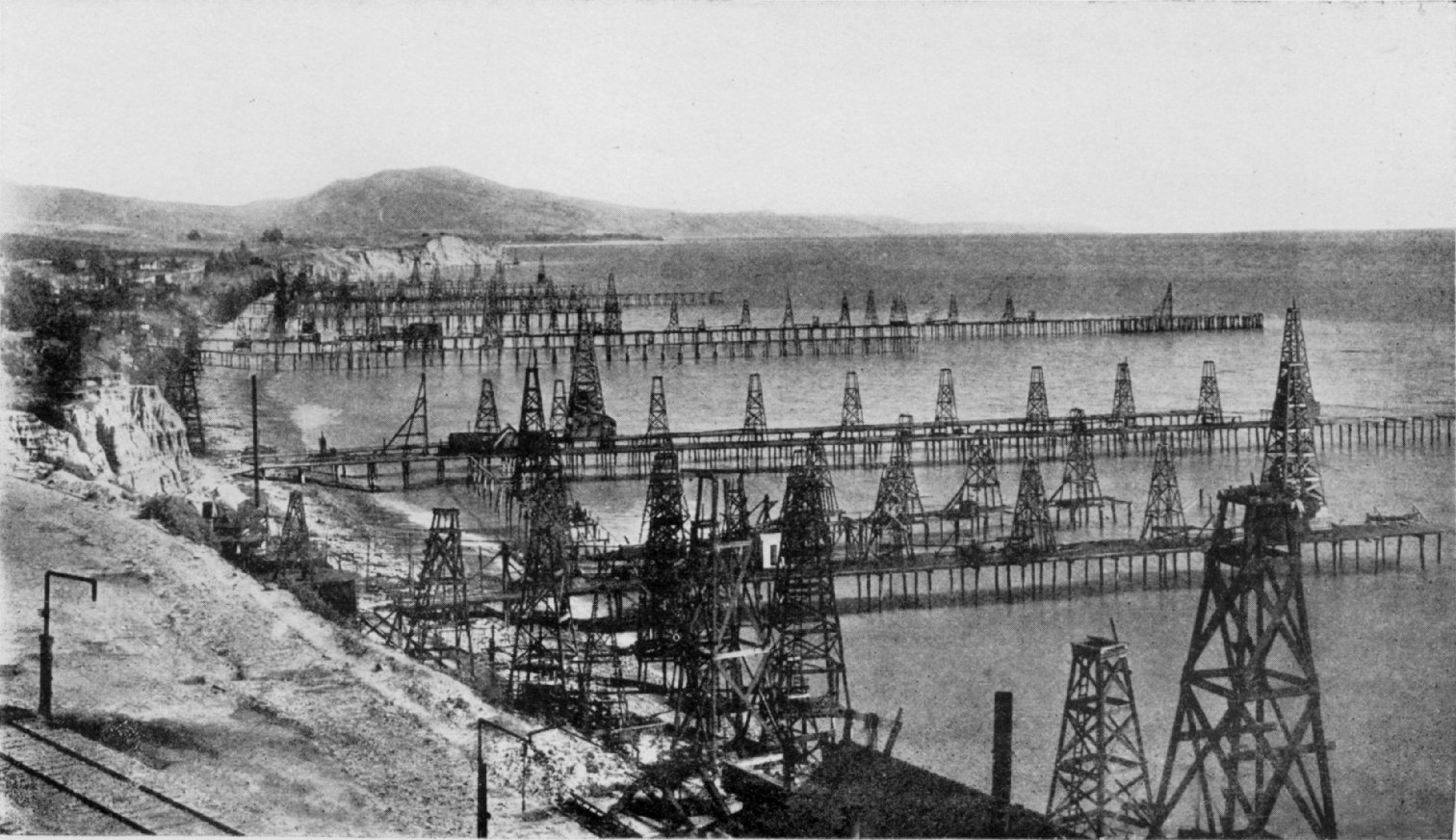
Een olieveld met tientallen olieboren, net voor de kust van Summerland, Californië, 1915.

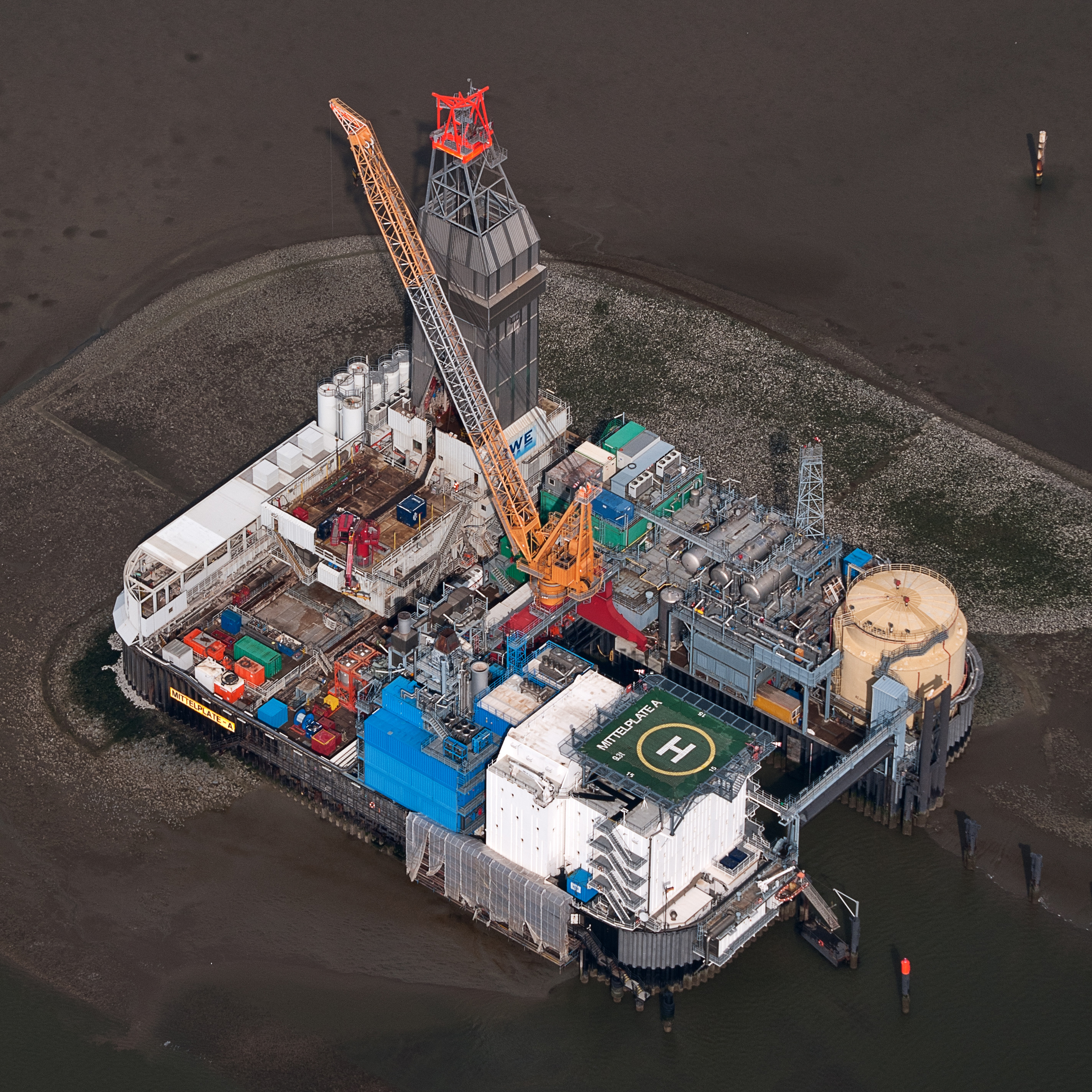

dwarsdoorsnede van een typisch olieveld

Een olieveld is een gebied waaronder een reservoir ligt met aardolie en vaak ook aardgas. Oliewinning daaruit vindt plaats via boorputten. In een olieveld zit de olie in een poreus gesteente, vaak opgesloten tussen lagen gesteente die voor de olie ondoordringbaar zijn. Vaak ligt onder de olie een laag waterhoudend gesteente. Het eventueel aanwezige aardgas is boven de olie opgesloten; wanneer naar olie wordt geboord dient men rekening te houden met de mogelijkheid dat men tijdens het boren op gas stuit.
Er zijn meer dan 40.000 olievelden in de wereld, zowel op het land als in zee. De grootste zijn het Ghawarveld in Saoedi-Arabië en het Burganveld in Koeweit. Beide bevatten meer dan 60 miljard vaten (9.5×109 m3). De meeste andere olievelden zijn veel kleiner. 
Verschillende bedrijven zoals BJ Services, Bechtel, Schlumberger Limited, Baker Hughes en Halliburton hebben organisaties die gespecialiseerd zijn in het aanleggen van installaties voor de exploitatie van olievelden. 
Het grootste olieveld in Nederland ligt bij Schoonebeek. Het wordt geëxploiteerd door de NAM.